# Tasa davidi
Tasa davidi là một loài nhện trong họ Salticidae.
Loài này thuộc chi Tasa. Tasa davidi được Ehrenfried Schenkel-Haas miêu tả năm 1963.